# Дандас (остров)
Дандас (англ. Dundas Island) — остров близ северо-западного побережья Британской Колумбии. Крупнейший остров в одноимённой группе островов.

## География
Остров расположен с западной стороны пролива Чатем, который отделяет Дандас от материковой части Канады и США, северо-западнее города Принс-Руперт и северо-восточнее мыса Роз острова Грейам из архипелага Хайда Гваи (Острова Королевы Шарлотты). Севернее острова проходит морская граница между США и Канадой. Площадь острова составляет 148 км², длина береговой линии — 100 км. Длина острова равна 19 километрам, максимальная ширина — 13 километров. Наивысшей точкой острова является гора Маунт-Хенри высотой 464 метра, расположенная в южной части острова. Восточнее и севернее острова по проливу Чатем проходит часть внутреннего морского пути от Аляски до штата Вашингтон.

## История
Остров назван в 1793 году капитаном Джорджем Ванкувером в честь Генри Дандаса, 1-го виконта Мелвилла (1742—1811).